# The Essential Dave Brubeck
The Essential Dave Brubeck är en dubbel-CD med samlade spår med pianisten Dave Brubeck som gavs ut 2003. Skivan är en översikt på låtar framförda av Brubeck 1949-2002 och utgivet av Columbia Records och ingår i The Essential-serien.

## Låtlista
Alla låtar är skrivna av Dave Brubeck om inget annat anges.

### CD 1
1. "Indiana" (Text: Ballard MacDonald – musik: James Hanley) – 2:33
  - Inspelat i San Francisco, Kalifornien, 1949 
  - Från albumet: "Distinctive Rhythm Instrumentals"
2. "Perdido" (Juan Tizol) – 7:47
  - Inspelat live, 2 maj 1953 på Oberlin College, Oberlin, Ohio
  - Från albumet: "Jazz at Oberlin"
3. "Take the "A" Train" (Billy Strayhorn) – 6:17
  - Inspelat live, 26 mars 1954 på University of Michigan, Ann Arbor, Michigan
  - Från albumet: "Jazz Goes to College"
4. "Le Souk" (Dave Brubeck, Paul Desmond) – 4:42
  - Inspelat live, 14 april 1954 på University of Michigan, Ann Arbor, Michigan
  - Från albumet: "Jazz Goes to College"
5. "Audrey" (Dave Brubeck, Paul Desmond) – 3:33
  - Inspelat 12 oktober 1954 på CBS 30th Street Studios, New York City
  - Från albumet: "Brubeck Time"
6. "The Duke" – 2:44
  - Inspelat live, 9 augusti 1955 på Basin Street, New York
  - Från albumet: "Red, Hot & Cool"
7. "In Your Own Sweet Way" – 4:58
  - Inspelat 18 april 1956 i Oakland, Kalifornien
  - Från albumet: "Brubeck Plays Brubeck"
8. "Weep No More" – 3:57
  - Inspelat 18 april 1956 i Oakland, Kalifornien
  - Från albumet: "Brubeck Plays Brubeck"
9. "Some Day My Prince Will Come" (Text: Larry Morey – musik: Frank Churchill) – 8:16
  - Ur Walt Disney-filmen: "Snövit och de sju dvärgarna"
  - Inspelat 29 augusti 1957 på CBS 30th Street Studios, New York City
  - Från albumet: "Dave Digs Disney"
10. "Tangerine" (Text: Johnny Mercer – musik: Victor Schertzinger) – 10:17
  - Inspelat live, 5 mars 1958, i Köpenhamn, Danmark
  - Från albumet: "Dave Brubeck Quartet in Europe"
11. "Brandenburg Gate" – 6:51
  - Inspelat 23 augusti 1958 på CBS 30th Street Studios, New York City
  - Från albumet: "Jazz Impressions of Eurasia"
12. "Three to Get Ready" – 5:24
  - Inspelat 25 juni 1959 på CBS 30th Street Studios, New York City
  - Från albumet: "Time Out"
13. "Blue Rondo a la Turk" – 6:45
  - Inspelat 18 augusti 1959 på CBS 30th Street Studios, New York City
  - Från albumet: "Time Out"
14. "There'll Be Some Changes Made" (Billy Higgins, W. Benton Overstreet) – 2:07
  - Inspelat 29 januari 1960 på CBS 30th Street Studios, New York City
  - Från albumet: "Brubeck & Rushing"

### CD 2
1. "Take Five" (Paul Desmond) – 5:24
  - Inspelat 1 juli 1959 på CBS 30th Street Studios, New York City
  - Från albumet: "Time Out"
2. "Maria" (Text: Stephen Sondheim – musik: Leonard Bernstein) – 3:21
  - Ur musikalen: "West Side Story"
  - Inspelat 14 februari 1960 på CBS 30th Street Studios, New York City
  - Från albumet: "Music From "West Side Story"
3. "It's a Raggy Waltz" – 5:11
  - Inspelat 3 maj 1961 på CBS 30th Street Studios, New York City
  - Från albumet: "Time Further Out"
4. "Unsquare Dance" – 2:00
  - Inspelat 8 juni 1961 på CBS 30th Street Studios, New York City
  - Från albumet: "Time Further Out"
5. "Kathy's Waltz" – 3:02
  - Inspelat 21 augusti 1961 på CBS 30th Street Studios, New York City
  - Från albumet: "Brandenburg Gate: Revisited"
6. "Travelin' Blues" (Text: Iola Brubeck – musik: Dave Brubeck) – 2:54
  - Inspelat live, 6-8 september 1961 på Basin Street East, New York City
  - Från albumet: "Vocal Encounters"
7. "Summer Song" (Text: Iola Brubeck – musik: Dave Brubeck) – 3:14
  - Inspelat 13 september 1961 på CBS 30th Street Studios, New York City
  - Från albumet: "The Real Ambassadors"
8. "That Old Black Magic" (Text: Johnny Mercer – musik: Harold Arlen) – 3:19
  - Inspelat 28 augusti 1962 på CBS 30th Street Studios, New York City
  - Från albumet: "Vocal Encounters"
9. "Bossa Nova U.S.A." – 2:30
  - Inspelat 25 oktober 1962 på CBS 30th Street Studios, New York City
  - Från albumet: "Bossa Nova U.S.A."
10. "Autumn in Washington Square" – 5:29
  - Inspelat 15 juli 1964 på CBS 30th Street Studios, New York City
  - Från albumet: "Jazz Impressions of New York"
11. "Theme From 'Mr. Broadway'" – 2:28
  - Inspelat 17 augusti 1964 på CBS 30th Street Studios, New York City
  - Från albumet: "Jazz Impressions of New York"
12. "La Paloma Azul" (Trad. arr. Dave Brubeck) – 6:21
  - Inspelat live, 12-14 maj 1967 i Mexico City
  - Från albumet: "Bravo! Brubeck"
13. "Recuerdo" – 5:24
  - Inspelat live, 23-26 maj 1968 i Mexico City
  - Från albumet: "Compadres: The Dave Brubeck Trio & Gerry Mulligan, Live in Mexico"
14. "Caravan" (Text: Irving Mills – musik: Duke Ellington, Juan Tizol) – 4:17
  - Inspelat live, 21 augusti 1979 på The Concord Jazz Festival, Concord, Kalifornien
  - Från albumet: "Back Home"
15. "Stardust" (Text: Mitchell Parish – musik: Hoagy Carmichael) – 5:21
  - Inspelat 7 maj 1991 i San Francisco, Kalifornien
  - Från albumet: "Once When I Was Very Young"
16. "Brother, Can You Spare a Dime?" (Text: E.Y. "Yip" Harburg – musik: Jay Gorney) – 7:27
  - Inspelat i juni 1994
  - Från albumet: "Just You, Just Me"
17. "Love for Sale" (Cole Porter) – 8:40
  - Ur musikalen: "The New Yorkers"
  - Inspelat live, 10 juli 2002
  - Från albumet: "Park Avenue South"

Total tid: 147:13

Producenter: Russell Gloyd & Didier C. Deutsch

Utgivet av: Columbia Records

## Medverkande
- "Indiana":
  - Dave Brubeck — piano
  - Ron Crotty — bas
  - Cal Tjader — trummor

Producerat av Dave Brubeck.
- "Perdido":
  - Dave Brubeck — piano
  - Paul Desmond — altsaxofon
  - Ron Crotty — bas
  - Lloyd Davis — trummor

Producerat av Dave Brubeck.
- "Take The "A" Train", "Le Souk", "Audrey" & "The Duke":
  - Dave Brubeck — piano
  - Paul Desmond — altsaxofon
  - Bob Bates — bas
  - Joe Dodge — trummor

Producerat av George Avakian.
- "In Your Own Sweet Way", "Weep No More" & "Brother, Can You Spare A Dime?":
  - Dave Brubeck — piano

Producerat av George Avakian
"Brother, Can You Spare A Dime?" är producerad av Russell Gloyd.
- "Some Day My Prince Will Come":
  - Dave Brubeck — piano
  - Paul Desmond — altsaxofon
  - Norman Bates — bas
  - Joe Morello — trummor

Producerat av George Avakian.
- "Brandenburg Gate":
  - Dave Brubeck — piano
  - Paul Desmond — altsaxofon
  - Joe Benjamin — bas
  - Joe Morello — trummor

Producerat av Cal Lampley.
- "Tangerine", "Three To Get Ready", "Blue Rondo A La Turk", "Take Five", "Maria", "It's A Raggy Waltz", "Unsquare Dance", 
"Kathy's Waltz", "Bossa Nova U.S.A.", "Autumn In Washington Square", "Theme From 'Mr. Broadway'", "La Paloma Azul":
  - Dave Brubeck — piano
  - Paul Desmond — altsaxofon
  - Eugene Wright — bas
  - Joe Morello — trummor

Producerat av Teo Macero.
"Tangerine" är producerad av Cal Lampley.
- "There'll Be Some Changes Made":
  - Dave Brubeck — piano
  - Jimmy Rushing — sång

Producerat av Teo Macero.
- "Travelin' Blues":
  - Dave Brubeck — piano
  - Carmen McRae — sång

Producerat av Teo Macero.
- "Summer Song":
  - Dave Brubeck — piano
  - Louis Armstrong — sång

Producerat av Teo Macero.
- "That Old Black Magic":
  - Dave Brubeck — piano
  - Tony Bennett — sång

Producerat av Teo Macero.
- "Recuerdo":
  - Dave Brubeck — piano
  - Gerry Mulligan — barytonsaxofon
  - Jack Six — bas
  - Alan Dawson — trummor

Producerat av Teo Macero.
- "Caravan":
  - Dave Brubeck — piano
  - Jerry Bergonzi — tenorsaxofon
  - Chris Brubeck — elbas
  - Butch Miles — trummor

Producerat av Russell Gloyd & Chris Brubeck.
- "Stardust":
  - Dave Brubeck — piano
  - Bill Smith — klarinett
  - Jack Six — bas
  - Randy Jones — trummor

Producerat av Russell Gloyd.
- "Love For Sale":
  - Dave Brubeck — piano
  - Bobby Militello — altsaxofon
  - Michael Moore — bas
  - Randy Jones — trummor

Producerat av Russell Gloyd.